# 瓊皮山
13°43′32″S 71°4′53″W / 13.72556°S 71.08139°W

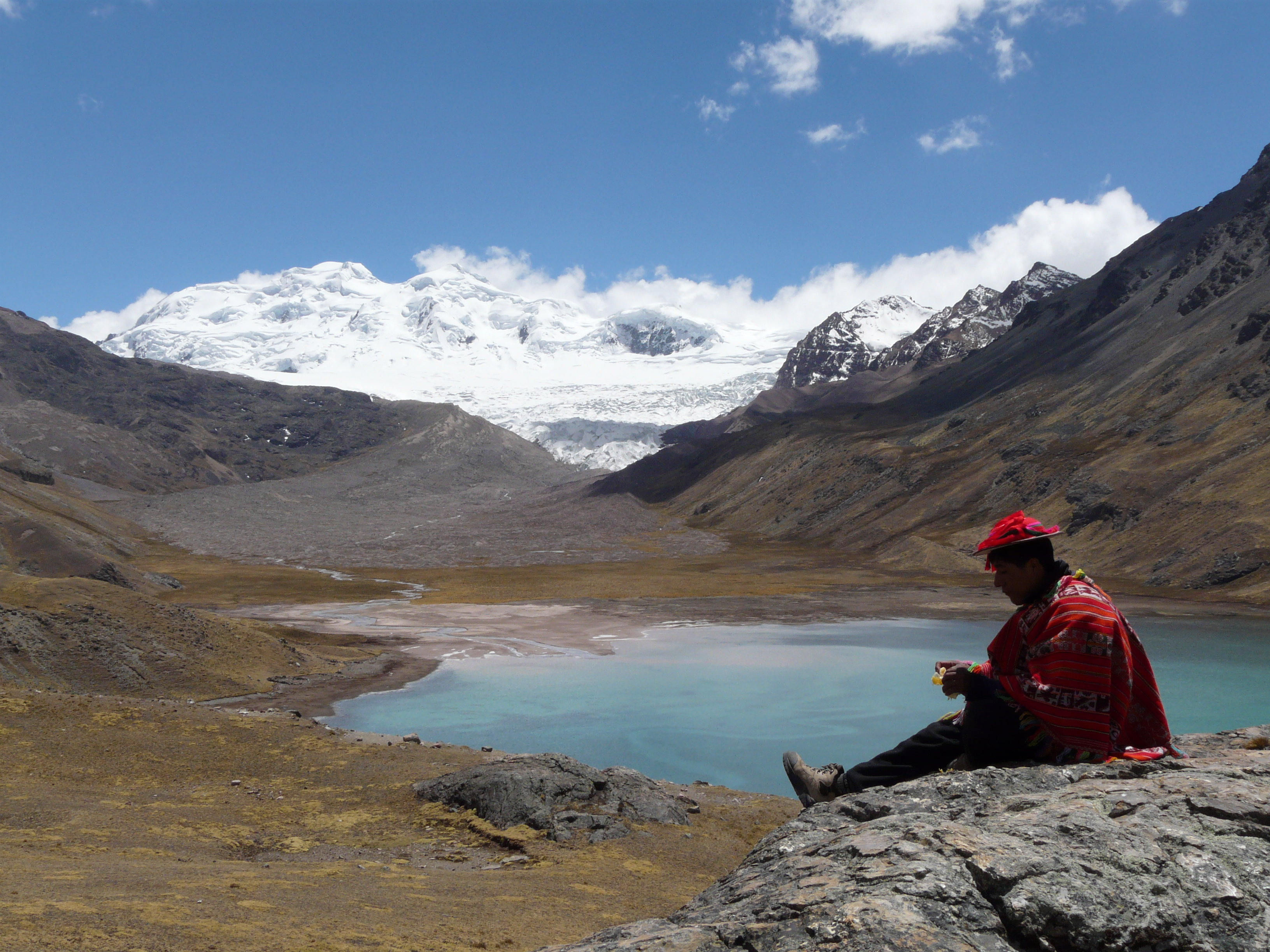

瓊皮山（Chumpe），是秘魯的山峰，位於該國東南部庫斯科大區，處於西維納科查湖以北，屬於安第斯山脈中維爾卡潘帕山脈的一部分，海拔高度6,106米。